# Gzira United Football Club
O Gżira United Football Club - é um clube de futebol da cidade de Gżira, em Malta.
A equipe joga na Premier League de Malta na temporada 2019-2020 e, em sua história, venceu uma copa de Malta em 1973.
Em 2019, ele alcançou a segunda pré-eliminatória da Liga Europa da UEFA, eliminando surpreendentemente a equipe croata do Hajduk Split.

## Títulos
- Copa de Malta: 1

1972–73